# Stegonotus parvus
Stegonotus parvus — вид змій родини полозових (Colubridae). Ендемік Індонезії. Описаний у 2017 році.

## Поширення і екологія
Stegonotus parvus мешкають на острові Япен, розташованому в затоці Чендравасіх (на північ від Новій Гвінеї). Вони живуть у вологих тропічних лісах.